# Echipa națională de handbal feminin a Angolei

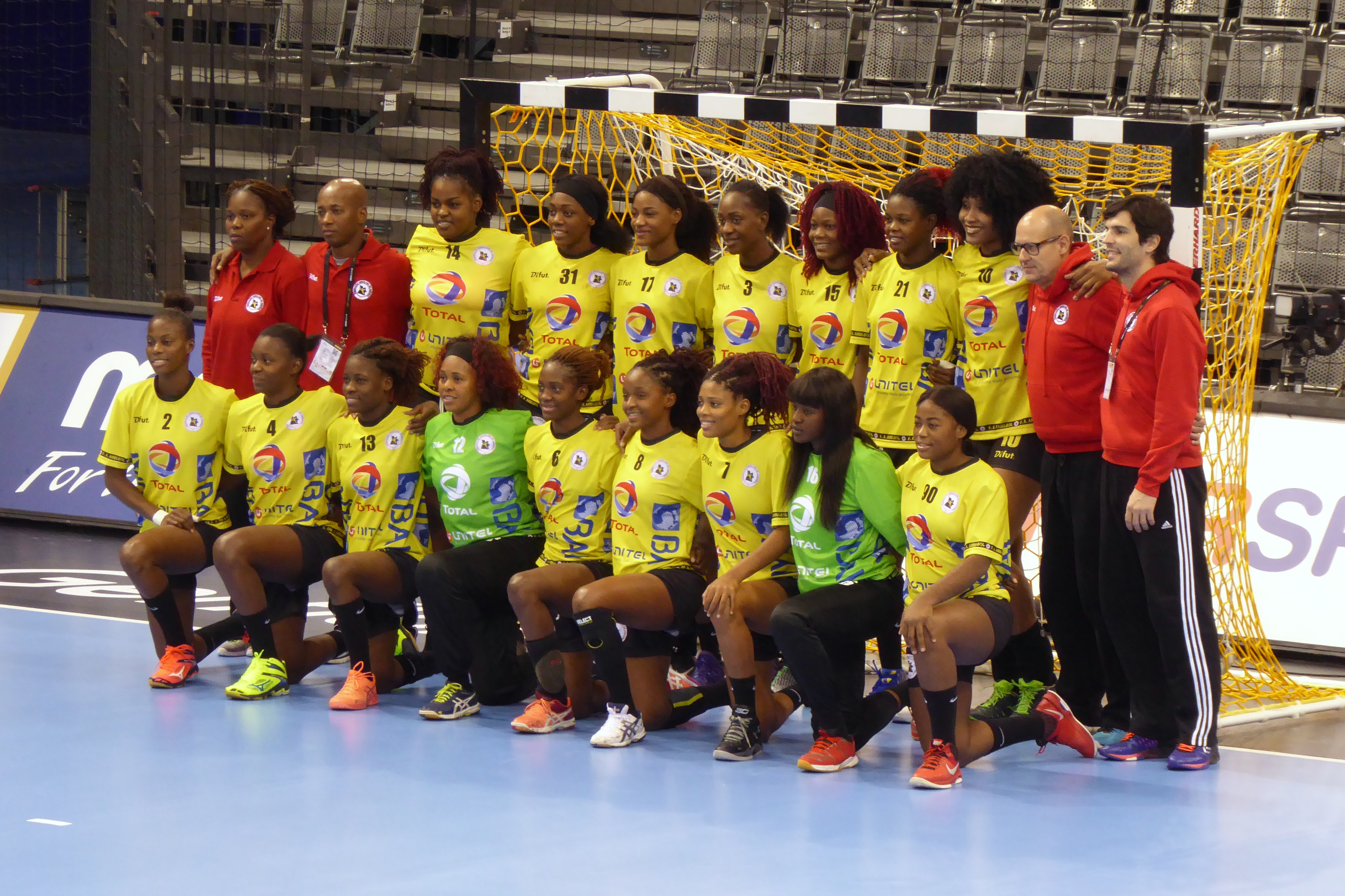

Echipa feminină de handbal a Angolei, cunoscută și sub diminutivul As Pérolas („Perlele”) este echipa națională care reprezintă Angola în competițiile interțări oficiale sau amicale de handbal feminin.

## Istoric
Angola a devenit membră a Confederației Africane de Handbal în 1980.

### Jocurile Olimpice
Începând din 1996, Angola a participat la șase ediții ale Jocurilor Olimpice: 1996, 2000, 2004, 2008, 2012 și 2016, clasându-se pe locul 7 în 1996.

### Campionatul Mondial
Începând din 1990, Angola a participat la 16 ediții ale Campionatului Mondial: 1990, 1993, 1995, 1997, 1999, 2001, 2003, 2005, 2007, 2009, 2011, 2013, 2015, 2017, 2019 și 2021. S-a clasat pe locul 7 în 2007 și pe locul 8 în 2011.

## Rezultate
| An                      | Eliminată în        | Loc             | J               | V               | E               | Î               | GM              | GP              | G               |
| ----------------------- | ------------------- | --------------- | --------------- | --------------- | --------------- | --------------- | --------------- | --------------- | --------------- |
| Uniunea Sovietică 1975  | Nu a participat     | Nu a participat | Nu a participat | Nu a participat | Nu a participat | Nu a participat | Nu a participat | Nu a participat | Nu a participat |
| Cehoslovacia 1978       | Nu a participat     | Nu a participat | Nu a participat | Nu a participat | Nu a participat | Nu a participat | Nu a participat | Nu a participat | Nu a participat |
| Ungaria 1982            | Nu a participat     | Nu a participat | Nu a participat | Nu a participat | Nu a participat | Nu a participat | Nu a participat | Nu a participat | Nu a participat |
| Țările de Jos 1986      | Nu a participat     | Nu a participat | Nu a participat | Nu a participat | Nu a participat | Nu a participat | Nu a participat | Nu a participat | Nu a participat |
| Coreea de Sud 1990      | Șaisprezecimi       | loc 16          | 6               | 0               | 0               | 6               | 93              | 155             | −62             |
| Norvegia 1993           | Șaisprezecimi       | loc 16          | 6               | 0               | 0               | 6               | 103             | 164             | −61             |
| Austria/Ungaria 1995    | Șaisprezecimi       | loc 16          | 7               | 1               | 0               | 6               | 137             | 198             | −61             |
| Germania 1997           | Șaisprezecimi       | loc 15          | 6               | 1               | 1               | 4               | 148             | 173             | −25             |
| Danemarca/Norvegia 1999 | Șaisprezecimi       | loc 15          | 6               | 1               | 2               | 3               | 131             | 158             | −27             |
| Italia 2001             | Șaisprezecimi       | loc 13          | 6               | 2               | 0               | 4               | 144             | 146             | −2              |
| Croația 2003            | Grupele preliminare | loc 17          | 5               | 1               | 0               | 4               | 119             | 120             | −1              |
| Rusia 2005              | Șaisprezecimi       | loc 16          | 5               | 2               | 0               | 3               | 167             | 140             | +27             |
| Franța 2007             | Sferturi            | loc 7           | 8               | 4               | 0               | 4               | 252             | 265             | −13             |
| China 2009              | Șaisprezecimi       | loc 11          | 6               | 2               | 0               | 4               | 141             | 157             | −16             |
| Brazilia 2011           | Sferturi            | loc 8           | 9               | 4               | 0               | 5               | 242             | 259             | −17             |
| Serbia 2013             | Șaisprezecimi       | loc 16          | 6               | 2               | 0               | 4               | 156             | 152             | +4              |
| Danemarca 2015          | Șaisprezecimi       | loc 16          | 6               | 2               | 0               | 4               | 172             | 193             | −21             |
| Germania 2017           | Cupa președintelui  | loc 19          | 7               | 2               | 0               | 5               | 190             | 198             | −8              |
| Japonia 2019            | Cupa președintelui  | loc 15          | 7               | 3               | 0               | 4               | 197             | 206             | −9              |
| Spania 2021             | Cupa președintelui  | loc 25          | 7               | 4               | 1               | 2               | 216             | 149             | +77             |
| Total                   | 16/20               | 0 titluri       | 97              | 31              | 4               | 62              | 2608            | 2833            | −215            |

| An               | Eliminată în    | Loc             | J               | V               | E               | Î               | GM              | GP              | G               |
| ---------------- | --------------- | --------------- | --------------- | --------------- | --------------- | --------------- | --------------- | --------------- | --------------- |
| Montréal 1976    | Nu a participat | Nu a participat | Nu a participat | Nu a participat | Nu a participat | Nu a participat | Nu a participat | Nu a participat | Nu a participat |
| Moscova 1980     | Nu a participat | Nu a participat | Nu a participat | Nu a participat | Nu a participat | Nu a participat | Nu a participat | Nu a participat | Nu a participat |
| Los Angeles 1984 | Nu a participat | Nu a participat | Nu a participat | Nu a participat | Nu a participat | Nu a participat | Nu a participat | Nu a participat | Nu a participat |
| Seul 1988        | Nu a participat | Nu a participat | Nu a participat | Nu a participat | Nu a participat | Nu a participat | Nu a participat | Nu a participat | Nu a participat |
| Barcelona 1992   | Nu a participat | Nu a participat | Nu a participat | Nu a participat | Nu a participat | Nu a participat | Nu a participat | Nu a participat | Nu a participat |
| Atlanta 1996     | Faza grupelor   | loc 7 din 8     | 3               | 0               | 0               | 3               | 49              | 82              | −33             |
| Sydney 2000      | Faza grupelor   | loc 9 din 10    | 5               | 1               | 0               | 4               | 124             | 155             | −61             |
| Atena 2004       | Faza grupelor   | loc 9 din 10    | 5               | 1               | 1               | 3               | 135             | 154             | −19             |
| Beijing 2008     | Faza grupelor   | loc 12 din 12   | 5               | 0               | 1               | 4               | 109             | 147             | −38             |
| Londra 2012      | Faza grupelor   | loc 10 din 12   | 5               | 1               | 0               | 4               | 132             | 142             | −10             |
| Rio 2016         | Sferturi        | loc 8 din 12    | 6               | 2               | 0               | 4               | 143             | 159             | −16             |
| Tokyo 2020       | Faza grupelor   | loc 10 din 12   | 5               | 1               | 1               | 3               | 130             | 156             | −26             |
| Total            | 7/12            | 0 titluri       | 34              | 6               | 3               | 25              | 822             | 995             | −173            |

| An                | Eliminată în    | Loc             | J               | V               | E               | Î               | GM              | GP              | G               |
| ----------------- | --------------- | --------------- | --------------- | --------------- | --------------- | --------------- | --------------- | --------------- | --------------- |
| 1974              | Nu a participat | Nu a participat | Nu a participat | Nu a participat | Nu a participat | Nu a participat | Nu a participat | Nu a participat | Nu a participat |
| 1976              | Nu a participat | Nu a participat | Nu a participat | Nu a participat | Nu a participat | Nu a participat | Nu a participat | Nu a participat | Nu a participat |
| 1979              | Nu a participat | Nu a participat | Nu a participat | Nu a participat | Nu a participat | Nu a participat | Nu a participat | Nu a participat | Nu a participat |
| 1981              | –               | loc 7           | 3               | 0               | 0               | 3               | 36              | 66              | −30             |
| 1983              | Sferturi        | loc 6           | 3               | 1               | 0               | 2               | 45              | 60              | -15             |
| 1985              | Sferturi        | loc 5           | 6               | 4               | 0               | 2               | 118             | 94              | 24              |
| 1987              | Sferturi        | loc 5           |                 |                 |                 |                 |                 |                 |                 |
| 1989              | Finală          | loc 1           |                 |                 |                 |                 |                 |                 |                 |
| 1991              | Finală          | loc 2           |                 |                 |                 |                 |                 |                 |                 |
| 1992              | Finală          | loc 1           |                 |                 |                 |                 |                 |                 |                 |
| 1994              | Finală          | loc 1           |                 |                 |                 |                 |                 |                 |                 |
| 1996              | Finală          | loc 3           | 5               | 3               | 0               | 2               | 135             | 118             | +17             |
| 1998              | Finală          | loc 1           | 4               | 4               | 0               | 0               | 127             | 80              | +47             |
| 2000              | Finală          | loc 1           | 5               | 5               | 0               | 0               | 136             | 101             | +35             |
| 2002              | Finală          | loc 1           | 6               | 6               | 0               | 0               | 183             | 115             | +68             |
| Cairo 2004        | Finală          | loc 1           | 5               | 4               | 0               | 1               | 159             | 118             | +41             |
| Tunis/Radès 2006  | Finală          | loc 1           | 5               | 4               | 0               | 1               | 177             | 112             | +65             |
| three cities 2008 | Finală          | loc 1           | 5               | 5               | 0               | 0               | 193             | 116             | +77             |
| Cairo/Suez 2010   | Finală          | loc 1           | 6               | 5               | 1               | 0               | 169             | 132             | +37             |
| Salé 2012         | Finală          | loc 1           | 7               | 7               | 0               | 0               | 231             | 142             | +89             |
| Alger 2014        | Semifinală      | loc 3           | 6               | 5               | 0               | 1               | 190             | 127             | +63             |
| Luanda 2016       | Finală          | loc 1           | 7               | 7               | 0               | 0               | 245             | 124             | +121            |
| Brazzaville 2018  | Finală          | loc 1           | 7               | 7               | 0               | 0               | 240             | 121             | +119            |
| Yaoundé 2021      | Finală          | loc 1           | 5               | 5               | 0               | 0               | 149             | 96              | +53             |
| Total             | 21/24           | 14 titluri      | 85              | 72              | 1               | 12              | 2533            | 1722            | +801            |

| An                | Eliminată în    | Loc             | J                  | V                  | E                  | Î                  | GM                 | GP                 | G                  |
| ----------------- | --------------- | --------------- | ------------------ | ------------------ | ------------------ | ------------------ | ------------------ | ------------------ | ------------------ |
| Alger 1978        | Nu a participat | Nu a participat | Nu a participat    | Nu a participat    | Nu a participat    | Nu a participat    | Nu a participat    | Nu a participat    | Nu a participat    |
| Nairobi 1987      | Nu a participat | Nu a participat | Nu a participat    | Nu a participat    | Nu a participat    | Nu a participat    | Nu a participat    | Nu a participat    | Nu a participat    |
| Cairo 1991        | Finală          | loc 1           | Date indisponibile | Date indisponibile | Date indisponibile | Date indisponibile | Date indisponibile | Date indisponibile | Date indisponibile |
| Harare 1995       | Finală          | loc 1           | Date indisponibile | Date indisponibile | Date indisponibile | Date indisponibile | Date indisponibile | Date indisponibile | Date indisponibile |
| Johannesburg 1999 | Finală          | loc 1           | 4                  | 4                  | 0                  | 0                  | 125                | 75                 | +50                |
| Abuja 2003        | Finală          | loc 3           | 5                  | 4                  | 0                  | 1                  | 160                | 105                | +55                |
| Alger 2007        | Finală          | loc 1           | 5                  | 5                  | 0                  | 0                  | 166                | 121                | +45                |
| Maputo 2011       | Finală          | loc 1           | 5                  | 5                  | 0                  | 0                  | 218                | 81                 | +137               |
| Brazzaville 2015  | Finală          | loc 1           | 5                  | 5                  | 0                  | 0                  | 173                | 98                 | +75                |
| Rabat 2019        | Finală          | loc 1           | 7                  | 7                  | 0                  | 0                  | 230                | 118                | +112               |
| Total             | 8/10            | 7 titluri       | 31                 | 23                 | 0                  | 1                  | 1072               | 598                | +474               |

### Rezultate în alte competiții
- Turneul Angola 40 de ani din 2015: locul 1[4]
- Trofeul Carpați 2019: locul 1

## Echipa
Ultima componență cunoscută este cea de la Campionatul Mondial de Handbal Feminin din 2021.
Antrenor principal: Filipe Cruz
| Nr. | Post            | Nume               | Data nașterii (vârsta) | Înălțime | Selecții | Goluri | Echipă              |
| --- | --------------- | ------------------ | ---------------------- | -------- | -------- | ------ | ------------------- |
| 1   | Portar          | Marta Alberto      | 10 februarie 1995      | 1.82 m   | 0        | 0      | Petro de Luanda     |
| 2   | Centru          | Vilma Nenganga     | 12 septembrie 1996     | 1.75 m   | 12       | 22     | Petro de Luanda     |
| 5   | Centru          | Marília Quizelete  | 3 iunie 1997           | 1.73 m   | 10       | 13     | Petro de Luanda     |
| 6   | Extremă dreapta | Juliana Machado    | 6 noiembrie 1994       | 1.72 m   | 67       | 122    | Primeiro de Agosto  |
| 8   | Centru          | Helena Paulo       | 24 ianuarie 1998       | 1.73 m   | 39       | 167    | Primeiro de Agosto  |
| 10  | Pivot           | Albertina Kassoma  | 12 iunie 1996          | 1.85 m   | 81       | 205    | Rapid București     |
| 11  | Pivot           | Liliane Mário      | 16 noiembrie 2004      | 1.79 m   | 0        | 0      | Primeiro de Agosto  |
| 12  | Portar          | Helena Sousa       | 7 noiembrie 1994       | 1.82 m   | 43       | 2      | Handbol Sant Quirze |
| 13  | Extremă dreapta | Natália Kamalandua | 25 decembrie 1998      | 1.64 m   | 12       | 13     | Petro de Luanda     |
| 17  | Inter dreapta   | Wuta Dombaxe       | 5 aprilie 1986         | 1.73 m   | 84       | 71     | Primeiro de Agosto  |
| 18  | Inter stânga    | Stélvia Pascoal    | 20 octombrie 2002      | 1.72 m   | 10       | 1      | Petro de Luanda     |
| 19  | Centru          | Tchieza Pemba      | 26 ianuarie 1995       | 1.78 m   | 0        | 0      | Petro de Luanda     |
| 20  | Portar          | Eliane Paulo       | 9 martie 1999          | 1.81 m   | 0        | 0      | Primeiro de Agosto  |
| 25  | Pivot           | Liliana Venâncio   | 19 septembrie 1995     | 1.91 m   | 37       | 44     | Primeiro de Agosto  |
| 80  | Extremă stânga  | Mbongo Masseu      | 30 mai 2003            | 1.76 m   | 0        | 0      | Primeiro de Agosto  |
| 90  | Centru          | Isabel Guialo      | 8 aprilie 1990         | 1.70 m   | 84       | 265    | Fleury Loiret HB    |

## Palmares internațional
| Conținut extins                             |
| ------------------------------------------- |
| 38–18 JA 1999 GP (13 sep 1999) Johannesburg |

| Conținut extins |
| --- |
| 41–17 CA 2018 Sf.F. (9 dec 2018) Brazzaville 42–19 CA 2016 Sf.F. (4 dec 2016) Luanda 30–22 CA 2014 loc 3 (25 ian 2014) Alger 32–18 JA 2011 Sf. (15 sep 2011) Maputo 42–24 CA 2008 GP (8 ian 2008) Luanda 28–18 JA 2007 GP (15 iul 2007) Alger 30–16 JA 2003 GP (5 oct 2003) Abuja 33–21 CA 2002 Sf. (26 apr 2002) Rabat 24–14 JA 1999 Sf. (16 sep 1999) Jo'burg 13–20 CA 1981 GP (22 iul 1981) Tunis |

| Conținut extins |
| --- |
| 30–27 CM 2019 Cl. (9 dec 2019) Higashi-ku 33–23 CM 2013 GP (7 dec 2013) Zrenjanin 37–13 CM 1999 GP (4 dec 1999) Kolding |

| Conținut extins |
| --- |
| 39–09 CM 2009 GP (5 dec 2009) Zhangjiagang 47–08 CM 2005 GP (9 dec 2005) St Petersburg 26–18 JO 2000 loc 9 (28 sep 2000) Sydney |

| Conținut extins |
| --- |
| 21–28 CM 2009 GP (7 dec 2009) Zhangjiagang 33–22 CM 2007 GP (3 dec 2007) Lyon 19–29 CM 2003 GP (2 dec 2003) Poreč 22–29 CM 1997 GP (4 dec 1997) Sindelfingen |

| Conținut extins |
| --- |
| 24–28 JO 2016 GP (10 aug 2016) Rio 26–29 JO 2012 GP (5 aug 2012) Londra 30–23 CM 1997 GP (7 dec 1997) Sindelfingen |

| Conținut extins |
| --- |
| 28–25 JA 2019 F (29 aug 2019) Casablanca 25–16 CA 2018 Sf. (10 dec 2018) Brazzaville 33–23 CM 2007 Cl. (11 dec 2017) Leipzig 31–19 CA 2016 Sf. (5 dec 2016) Luanda 30–14 (30 nov 2016) Luanda 33–29 JA 2015 F (19 sep 2015) Brazzaville 28–23 CA 2014 Sf.F. (22 ian 2014) Alger 24–18 CA 2012 GP (13 ian 2012) Salé 30–17 CA 2010 Sf.F. (15 feb 2010) Cairo 37–21 JA 2007 Sf. (19 iul 2007) Alger 31–20 CA 2004 F (18 apr 2004) Cairo 27–28 CA 2004 GP (9 apr 2004) Cairo 27–28 JA 2003 Sf. (12 oct 2003) Abuja 26–21 CA 2000 Sf. (29 apr 2000) Alger 26–21 CA 1998 Sf. (26 oct 1998) Jo'burg 28–23 CA 1996 GP (— oct 1996) Cotonou 20–28 CA 1983 Cal. (9 Apr 1983) Dakar 17–27 CA 1983 Cal. (5 Apr 1983) Dakar 13–18 JAC 1981 GP (23 aug 1981) Luanda |

| Conținut extins                     |
| ----------------------------------- |
| 21–25 CM 1990 Cl. (2 dec 1990) Seul |

| Conținut extins                     |
| ----------------------------------- |
| 18–24 CM 2003 GP (6 dec 2003) Poreč |

| Conținut extins |
| --- |
| 32–29 2015 CM GP (11 dec 2015) Næstved 30–29 CM 2011 GP (3 dec 2011) Santos 26–25 CM 2009 loc 11 (17 dec 2009) Suzhou 24–32 JO 2008 GP (13 aug 2008) Beijing 20–34 CM 1995 GP (9 dec 1995) Győr 26–35 CM 1993 Cl. (3 dec 1993) Norvegia |

| Conținut extins |
| --- |
| 37–18 (28 nov 2016) Luanda 25–23 CA 2012 GP (12 ian 2012) Salé 27–24 CA 2010 Sf. (18 feb 2010) Cairo 39–27 CA 2008 F (28 apr 2008) Luanda 36–31 JA 2007 GP (17 iul 2007) Alger 29–28 CA 2006 Sf. (18 ian 2006) Radès 33–23 JA 2003 GP (9 oct 2003) Abuja 30–21 CA 2002 F (28 apr 2002) Rabat 26–16 CA 2002 GP (21 apr 2002) Rabat 20–18 CA 2000 GP (27 apr 2000) Alger 17–17 CA 1998 GP (— oct 1998) Jo'burg 25–29 CA 1996 Sf. (— oct 1996) Cotonou 23–19 JA 1991 F (— 1991) Cairo 17–24 CA 1985 GP (17 sep 1985) Luanda 13–19 CA 1983 GP (24 iul 1983) Cairo |

| Conținut extins |
| --- |
| 32–19 CA 2018 GP (7 dec 2018) Brazzaville 33–18 CA 2014 GP (16 ian 2014) Alger 41–23 JA 2011 F (17 sep 2011) Maputo 25–25 CA 2010 GP (13 feb 2010) Suez 35–30 CA 2008 GP (11 ian 2008) Benguela 35–22 JA 2007 F (21 iul 2007) Alger 35–27 JA 2003 3P (13 oct 2003) Abuja 31–20 CA 2002 PR (24 apr 2002) Rabat 27–13 CM 2001 GP (6 dec 2001) Kolding 30–21 CA 2000 F (1 mai 2000) Alger 29–19 JA 1999 F (18 sep 1999) Jo'burg 34–24 JA 1999 GP (11 sep 1999) Jo'burg 31–23 CA 1998 F (28 oct 1998) Jo'burg 24–21 CA 1996 loc 3 (— oct 1996) Cotonou 24–26 CA 1996 GP (— oct 1996) Cotonou 22–21 JA 1995 F (— 1995) Harare 15–21 CA 1985 GP (19 sep 1985) Luanda 12–22 CA 1983 GP (23 iul 1983) Cairo 08–18 JAC 1981 GP (25 aug 1981) Luanda |

| Conținut extins |
| --- |
| 29–21 JO 2020 Cal. (26 sep 2019) Dakar 27–21 JA 2019 PR (25 aug 2019) Casablanca 33–24 CA 2018 GP (2 dec 2018) Brazzaville 38–19 (2 dec 2016) Luanda 29–22 2015 AG QF (16 sep 2015) Brazzaville 36–28 JO 2016 Cal. (20 mar 2015) Luanda 39–19 CA 2012 Sf. (19 ian 2012) Salé 40–15 CA 2012 GP (15 ian 2012) Salé 41–17 JA 2011 GP (10 sep 2011) Maputo 24–15 CA 2010 GP (12 feb 2010) Suez 40–21 CA 2006 GP (12 ian 2006) Radès 32–17 CA 2004 GP (12 apr 2004) Cairo 35–12 JA 2003 GP (7 oct 2003) Abuja |

| Conținut extins |
| --- |
| 30–29 CM 2011 1/16 (11 dec 2011) Santos 33–41 CM 2007 Cl. (15 dec 2007) Paris 32–35 CM 2005 GP (6 dec 2005) St Petersburg 30–40 JO 2004 GP (19 aug 2004) Atena 21–27 CM 2003 GP (4 dec 2003) Poreč 24–31 JO 2000 PR (25 sep 2000) Sydney 19–25 JO 1996 PR (28 iul 1996) Atlanta 14–27 CM 1995 1/16 (12 dec 1995) Győr 20–34 CM 1995 GP (8 dec 1995) Győr |

| Conținut extins |
| --- |
| 23–28 JO 2012 GP (30 Jul 2012) Londra 29–32 CM 2011 loc 7 (18 dec 2011) São Paulo 34–28 CM 2007 GP (8 dec 2007) Metz 22–30 CM 1997 1/16 (9 dec 1997) Saarbrücken 23–24 CM 1995 Cl. (14 dec 1995) Győr |

| Conținut extins                                                               |
| ----------------------------------------------------------------------------- |
| 40–30 CM 2019 GP (6 dec 2019) Minami-ku 38–23 2015 CM GP (8 dec 2015) Næstved |

| Conținut extins |
| --- |
| 23–28 CM 2011 Sf.f. (14 dec 2011) São Paulo 28–23 CM 2009 GP (13 dec 2009) Yangzhou 22–38 JO 2004 GP (21 aug 2004) Atena 18–30 CM 2001 1/16 (11 dec 2001) Bolzano 12–31 CM 1999 GP (30 nov 1999) Kolding 07–22 CM 1990 GP (27 nov 1990) Seul |

| Conținut extins                    |
| ---------------------------------- |
| 41–20 CM 2007 GP (4 dec 2007) Lyon |

| Conținut extins |
| --- |
| 36–23 CA 2012 GP (16 ian 2012) Salé 32–21 CA 2010 GP (11 feb 2010) Suez 38–25 2004 AC PR (13 apr 2004) Cairo 18–14 CA 1985 GP (14 sep 1985) Luanda 20–19 CA 1983 GP (28 iul 1983) Cairo |

| Conținut extins |
| --- |
| 17–28 CM 2019 Cl. (8 dec 2019) Minami-ku 19–26 CM 2017 GP (2 dec 2017) Trier 24–33 CM 2009 GP (12 dec 2009) Yangzhou 21–32 JO 2008 GP (9 aug 2008) Beijing 29–27 CM 2007 GP (6 dec 2007) Metz 21–29 JO 2004 GP (21 aug 2004) Atena 27–29 JO 2000 PR (23 sep 2000) Sydney 20–24 CM 1990 Cl. (29 nov 1990) Seul |

| Conținut extins |
| --- |
| 33–09 CA 2008 GP (11 ian 2008) Benguela 55–12 2006 AC PR (11 ian 2006) Radès 36–16 2002 AC PR (19 apr 2002) Rabat 32–23 CA 1983 Cal. (8 Apr 1983) Dakar 26–15 CA 1983 Cal. (4 Apr 1983) Dakar |

| Conținut extins |
| --- |
| 21–29 CM 2013 1/16 (11 dec 2013) Novi Sad 25–22 CM 2011 GP (9 dec 2011) Santos 21–25 CM 2009 GP (15 dec 2009) Yangzhou 33–36 CM 2007 Sf.F. (13 dec 2007) Paris 20–20 CM 1999 GP (1 dec 1999) Kolding 20–32 CM 1997 GP (3 dec 1997) Sindelfingen 12–27 JO 1996 GP (30 iul 1996) Atlanta 19–30 CM 1995 GP (5 dec 1995) Győr 08–30 CM 1993 GP (26 nov 1993) Norvegia |

| Conținut extins                     |
| ----------------------------------- |
| 16–28 CM 1990 GP (24 nov 1990) Seul |

| Conținut extins                                                               |
| ----------------------------------------------------------------------------- |
| 55–07 JA 2011 GP (9 sep 2011) Maputo 30–12 CA 1985 loc 5 (22 sep 1985) Luanda |

| Conținut extins                         |
| --------------------------------------- |
| 38–23 JO 2004 loc 9 (26 aug 2004) Atena |

| Conținut extins |
| --- |
| 31–14 JA 2019 Sf. (28 aug 2019) Casablanca 30–19 JA 2019 GP (20 aug 2019) Casablanca 40–17 CA 2018 GP (2 dec 2018) Brazzaville 44–14 CA 2014 GP (18 ian 2014) Alger |

| Conținut extins                      |
| ------------------------------------ |
| 28–24 CM 2011 GP (4 dec 2011) Santos |

| Conținut extins                                                                  |
| -------------------------------------------------------------------------------- |
| 22–22 CM 1999 GP (2 dec 1999) Kolding 30–30 CM 1997 GP (6 dec 1997) Sindelfingen |

| Conținut extins                        |
| -------------------------------------- |
| 24–24 JO 2008 GP (17 aug 2008) Beijing |

| Conținut extins                            |
| ------------------------------------------ |
| 42–12 JA 2015 GP (10 sep 2015) Brazzaville |

| Conținut extins                         |
| --------------------------------------- |
| 19–26 CM 1993 Cl. (1 dec 1993) Norvegia |

| Conținut extins                                                          |
| ------------------------------------------------------------------------ |
| 33–25 CM 2007 GP (9 dec 2007) Metz 22–34 CM 1999 GP (5 dec 1999) Kolding |

| Conținut extins                      |
| ------------------------------------ |
| 31–25 JO 2012 GP (3 aug 2012) Londra |

| Conținut extins                                                                     |
| ----------------------------------------------------------------------------------- |
| 45–11 JA 2019 GP (22 aug 2019) Casablanca 45–11 CA 2018 GP (2 dec 2018) Brazzaville |

| Conținut extins                                                              |
| ---------------------------------------------------------------------------- |
| 53–19 1998 AC PR (19 oct 1998) Jo'burg 34–19 1996 AC PR (— oct 1996) Cotonou |

| Conținut extins |
| --- |
| 27–25 JO 2016 GP (8 aug 2016) Rio 28–38 CM 2015 1/16 (14 dec 2015) Herning 25–30 JO 2012 GP (1 aug 2012) Londra 26–28 CM 2011 GP (6 dec 2011) Santos |

| Conținut extins |
| --- |
| 33–16 JA 2019 GP (21 aug 2019) Casablanca 32–10 JA 2015 Sf. (18 sep 2015) Brazzaville 37–25 JA 2015 GP (14 sep 2015) Brazzaville 49–16 JA 2011 Sf.F (14 sep 2011) Maputo 13–29 CA 1981 GP (25 iul 1981) Tunis |

| Conținut extins |
| --- |
| 24–30 CM 2019 GP (5 dec 2019) Minami-ku 20–30 JO 2016 GP (10 aug 2016) Rio 21–26 CM 2013 GP (12 dec 2013) Zrenjanin 20–26 CM 2011 GP (7 dec 2011) Santos 17–31 JO 2008 GP (11 aug 2008) Beijing 26–32 CM 2007 GP (2 dec 2007) Lyon 30–36 CM 2005 GP (5 dec 2005) St Petersburg 18–30 1996 OG PR (26 iul 1996) Atlanta |

| Conținut extins                                                             |
| --------------------------------------------------------------------------- |
| 32–28 CM 2017 GP (2 dec 2017) Trier 37–12 CM 2013 GP (9 dec 2013) Zrenjanin |

| Conținut extins |
| --- |
| 33–34 CM 2007 Cl. (10 dec 2017) Leipzig 27–29 2015 CM GP (9 dec 2015) Næstved 23–32 CM 2013 GP (9 dec 2013) Zrenjanin 24–29 CM 1997 GP (2 dec 1997) Sindelfingen |

| Conținut extins |
| --- |
| 24–27 CM 2017 GP (2 dec 2017) Trier 23–19 JO 2016 GP (6 aug 2016) Rio 23–28 JO 2008 GP (15 aug 2008) Beijing 27–28 CM 2001 GP (5 dec 2001) Kolding 25–35 JO 2000 GP (21 sep 2000) Sydney 16–26 CM 1993 GP (24 nov 1993) Norvegia |

| Conținut extins |
| --- |
| 27–31 JO 2016 OG Sf.F (16 aug 2016) Rio 27–30 JO 2012 GP (28 Jul 2012) Londra 31–41 CM 2011 CL (16 dec 2011) São Paulo 21–23 CM 2009 GP (9 dec 2009) Zhangjiagang 27–40 CM 2007 GP (11 dec 2007) Metz 22–26 CM 2003 GP (3 dec 2003) Poreč 17–26 CM 1995 GP (6 dec 1995) Győr |

| Conținut extins |
| --- |
| 22–14 JO 2020 OG Cal. (29 sep 2019) Dakar 19–14 CA 2018 F (12 dec 2018) Brazzaville 31–18 (29 nov 2016) Luanda 38–21 JO 2016 OG Cal. (19 mar 2015) Luanda 41–20 CA 2012 Sf.F. (18 ian 2012) Salé 30–19 CA 2000 GP (25 apr 2000) Alger 22–10 CA 1985 AC loc 5 (23 sep 1985) Luanda 25–24 CA 1983 Cal. (7 Apr 1983) Dakar 21–14 CA 1983 Cal. (2 Apr 1983) Dakar |

| Conținut extins                         |
| --------------------------------------- |
| 25–32 CM 2019 GP 30 nov 2019) Minami-ku |

| Conținut extins |
| --- |
| 33–24 CM 2019 GP (3 dec 2019) Minami-ku 25–32 CM 2017 GP (2 dec 2017) Trier 28–27 CM 2005 GP (10 dec 2005) St Petersburg |

| Conținut extins |
| --- |
| 24–28 CM 2017 GP (2 dec 2017) Trier 22–26 JO 2016 GP (14 aug 2016) Rio 21–30 CM 2013 GP (12 dec 2013) Zrenjanin 24–24 JO 2004 GP (15 aug 2004) Atena 28–29 CM 2001 GP (8 dec 2001) Kolding 15–21 CM 1993 Cl. (30 nov 1993) Norvegia |

| Conținut extins                                                                       |
| ------------------------------------------------------------------------------------- |
| 24–23 JO 1996 loc 7 (1 aug 1996) Atlanta 24–23 CM 1995 acces Sf.F. (11 dec 1995) Győr |

| Conținut extins                                                                                                   |
| --- |
| 23–37 2015 CM GP (5 dec 2015) Næstved 19–26 CM 1993 GP (27 nov 1993) Norvegia 14–28 CM 1990 Cl. (1 dec 1990) Seul |

| Conținut extins                            |
| ------------------------------------------ |
| 36–16 CM 2009 GP (9 dec 2009) Zhangjiagang |

| Conținut extins |
| --- |
| 36–17 CA 2016 F (7 dec 2016) Luanda 26–23 JO 2016 Cal. (21 mar 2015) Luanda 30–31 CA 2014 Sf. (24 ian 2014) Alger 25–19 CA 2014 GP (21 ian 2014) Alger 26–24 CA 2012 F (20 ian 2012) Salé 31–30 CA 2010 F (20 feb 2010) Cairo 44–26 CA 2008 Sf. (15 ian 2008) Luanda 30–29 JA 2007 GP (14 iul 2007) Alger 32–30 CA 2006 F (20 ian 2006) Radès 21–21 CA 2006 GP (16 ian 2006) Radès 31–28 CA 2004 Sf. (16 apr 2004) Cairo 27–21 CA 2002 GP (23 apr 2002) Rabat 30–22 CA 2000 GP (23 apr 2000) Alger 16–13 CA 1985 loc 5 (21 sep 1985) Luanda 10–17 CA 1981 GP (17 iul 1981) Tunis |

| Conținut extins                                                               |
| ----------------------------------------------------------------------------- |
| 28–35 CM 2019 GP (2 dec 2019) Minami-ku 24–37 CM 2015 GP (6 dec 2015) Næstved |

| Conținut extins                            |
| ------------------------------------------ |
| 28–20 CM 2009 GP (6 dec 2009) Zhangjiagang |

| Conținut extins                             |
| ------------------------------------------- |
| 36–24 JA 2019 Sf.F (26 aug 2019) Casablanca |

| Conținut extins |
| --- |
| 37–36 CM 2007 loc 7 (16 dec 2007) Paris 30–34 CM 2005 GP (6 dec 2005) St Petersburg 23–24 CM 2001 GP (4 dec 2001) Kolding 22–42 JO 2000 GP (17 sep 2000) Sydney 18–38 CM 1999 1/16 (7 dec 1999) Gjøvik |

| Conținut extins                     |
| ----------------------------------- |
| 15–28 CM 1990 GP (25 nov 1990) Seul |

| Conținut extins                     |
| ----------------------------------- |
| 39–14 CM 2003 GP (7 dec 2003) Poreč |